# Mars 500

Logo projektu Mars 500

MARS 500 byl mezinárodní výzkumný projekt v jehož rámci proběhla od 3. června 2010 do 4.  listopadu 2011 v moskevském Pozemním experimentálním komplexu (Nazemnyj experimentalnyj komplex – NEK) v Institutu lékařsko-biologických problémů (IMBP) Ruské akademie věd v Moskvě první plná simulace kosmického letu šestičlenné posádky na planetu Mars.
V simulovaném prostředí kosmické lodě letící na Mars byl zkoumán vliv dlouhodobého pobytu malé skupiny lidí v extrémních podmínkách na jejich psychiku a zdraví. Cílem bylo získat výsledky pro zajištění lékařsko-biologické bezpečnosti posádky budoucí expedice na Mars, stejně jako formulovat základní požadavky na koncepci složitých technických systémů zabezpečení životních podmínek posádky meziplanetární pilotované lodi.
Na projektu se podílel Institut lékařsko-biologických problémů Ruské akademie věd, Evropská kosmická agentura a další organizace.
Skupina 6 „kosmonautů“ (3 Rusové, Číňan, Francouz a Ital) strávila od 3. června 2010 do 4. listopadu 2011 v areálu NEK celkem 520 dní v úplné izolaci. Komunikovat s vnějším světem mohla pouze prostřednictvím textových zpráv, které ale byly opožděny o 0-25 minut, stejně jak tomu bude při opravdovém letu na Mars. Příděly jídla byly přesně rozvrženy na 520 dní „letu“.

## Fáze projektu MARS 500
Projekt MARS 500 sestával celkem ze tří experimentů, resp. tří různě dlouhých pobytů v izolaci:

### 14denní izolace
Proběhla v listopadu 2007 a byla první fází projektu. Měla za cíl vyzkoušet funkčnost obytného a vědeckého modulu, včetně život podporujících systémů (voda, vzduch), práci řídicího centra a přijatelnost podmínek pro život a práci posádky v izolaci. Experimentu se účastnilo pět mužů a jedna žena, kosmonaut Institutu lékařsko biologických problémů (IMBP) Sergej Rjazanskij, kosmonaut společnosti RKK Eněrgija Oleg Artěmjev a čtyři pracovníci IMBP.

### 105denní izolace
Probíhala ve dnech 31. března – 14. července 2009 a jejím hlavním cílem bylo získání poznatků potřebných k přípravě a provedení hlavní fáze experimentu. Zaměřena byla na výzkum problémů psychické adaptace členů posádky na samostatné prostředí izolované od zbytku světa; soužití členů posádky a vliv omezené komunikace se světem. Ověřováno bylo i zdravotní a technické vybavení simulátoru.
Posádka byla opět šestičlenná. Z předešlé skupiny zůstali oba kosmonauti, doplněni byli dvěma Rusy, německým inženýrem Bundeswehru a francouzským pilotem.

### 520denní izolace
Zahájena 3. června 2010, ukončena 4. listopadu 2011. Simulovala let na Mars tak, jak bude pravděpodobně probíhat. Pobyt byl rozdělen na tři fáze, které kopírovaly pravděpodobný průběh reálného letu na Mars:
- Prvních 250 dní probíhal „let na Mars“. Posádka se věnovala běžnému životu v simulátoru: jeho údržbě, vědeckým experimentům a monitorovala svůj zdravotní stav.
- Třicetidenní „výsadek na Mars“. Tehdy se polovina posádky přesunula do výsadkového modulu, v němž strávila několik dní simulovaným letem na povrch Marsu. Dva z členů této výsadkové skupiny ve skafandrech Orlan krátkodobě pracovali v simulátoru marsovského povrchu. Po měsíci se výsadková skupina vrátila ke zbytku posádky.
- Závěrečných 240 dní posádka letěla zpátky na Zem. V této etapě posádky vyrušovaly z běžného života různé havárie a poruchy. Autoři experimentu totiž vycházeli z předpokladu jejich vyššího výskytu v závěru letu, kdy výkon a pozornost lidí patrně poklesne.[3]

Posádka byla opět mezinárodní, tvořili ji 3 Rusové, Francouz a Ital vybraní Evropskou kosmickou agenturou a Číňan z čínského střediska přípravy kosmonautů.

## Simulátor NEK

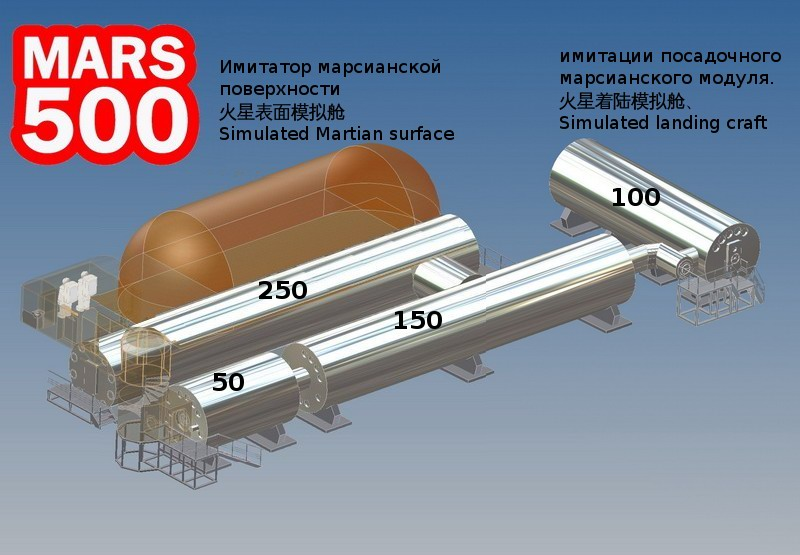
Simulátor NEK

Simulace letu probíhaly v lékařsko-technickém experimentálním komplexu (Медико-технический экспериментальный комплекс) v Institutu lékařsko-biologických problémů.
Institut disponuje simulátorem kosmické lodi o celkovém objemu 550 m³. Komplex sestává z pěti hermeticky uzavřených a navzájem propojených válcových modulů:
- modulu EU-100 o objemu 100 m³ určeného pro lékařské a vědecké výzkumy.
- Modulu EU-50 o objemu 50 m³, který hraje roli výsadkové lodi určené k přistání na Marsu.
- Modulu EU-250 o objemu 250 m³, zvaného pracovní modul. Modul obsahuje skleník, malou tělocvičnu, sanitární úsek a sklad potravin.
- Modulu EU-150 150 m³, totiž obytného modulu. V něm se nacházely kajuty členů posádky, společenská místnost, kuchyň, hlavní řídicí stanoviště a koupelna.
- Od modulu EU-50 vedla krátká přechodová komora k nafukovacímu modulu, uvnitř kterého byly napodobeny podmínky na povrchu Marsu.[6]

Některé systémy zajišťující životní podmínky, byly umístěny vně modulů, nicméně posádka je ovládala, případně sledovala. Pro zajištění maximální bezpečnosti experimentu, totiž ochranu před požáry byla v modulech použita kyslíko-argonová atmosféra.

## Češi a MARS 500

### Výzkumné studie
Česká republika se na projektu MARS-500 podílela třemi výzkumnými studiemi.
Společnost QED GROUP se ve spolupráci s Univerzitou Tomáše Bati[zdroj?] věnovala určení dynamiky vývoje vztahů v posádce, analýze aktuální vztahové situace uvnitř posádky a předpovědi eventuálních neshod. Psychologický ústav AV ČR v Brně se zabýval změnami vnímání a paměti členů posádky. A konečně studie pražské pobočky Psychologického ústavu AV ČR (společně s katedrou pedagogiky a psychologie Jihočeské univerzity) byla zaměřena na výzkum odolnosti člověka v kritických situacích.

### Analýza vztahů v posádce – Sociomapování

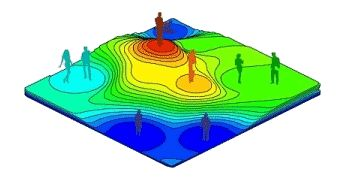
Sociomapa

V průběhu celého experimentu se výzkumný tým společnosti QED GROUP zaměřoval na sledování dynamiky vztahů v posádce, ale i vztahů směrem k řídícímu centru experimentu. Tyto kroky vedly k hodnocení aktuálního stavu úrovně kohezivity posádky a jejího následného ovlivňování návrhy, předkládanými řídícímu centru na základě analýz, prováděných na pracovišti QED GROUP. Údaje o tom byly získávány od každého jednotlivce prostřednictvím speciálního softwaru, který byl instalován na počítače všech členů posádky.
Data získávaná každých 14 dní od posádky byla vyhodnocována pomocí originální metody Sociomapování, kterou vytvořila společnost QED GROUP a. s. a od devadesátých let ji dále rozvíjí. Pomocí tohoto systému poskytoval český tým neprodleně zpětnou vazbu řídicímu centru a podle potřeby také přímo posádce.
Smyslem této výzkumné studie je dále prověření možnosti použití takovéhoto systému při skutečném meziplanetárním letu. Pokud by se tento cíl podařilo úspěšně splnit, mohl by být český podíl mimořádně významný nejen na projektu MARS-500, ale především na skutečných kosmických letech, a to v nepříliš vzdálené budoucnosti.